# 司州 (北魏)
在北魏历史上有两个司州，
其一是北魏天興中置，治平城縣（今山西大同市東北）。太和中改名恒州。
其二是北魏太和十七年（493年）自平成遷都洛陽（今河南洛陽市東北），舊置洛州於洛陽，至是改為司州。轄境相當今河南省洛陽、偃師、孟津、登封、禹縣等市縣。東魏天平元年（534年）遷都鄴，復改為洛州。西魏大統三年（537年）攻取洛陽，又改為司州，尋陷入高齊，又改為洛州。
司州刺史
- 元禧，494年—497年
- 元幹，497年—498年
- 元详，498年—499年
- 元羽，499年—501年
- 元嘉，501年—503年
- 元雍，504年—507年
- 元怀，509年—515年
- 元雍，516年—525年
- 元钦，525年—527年
- 元悦，527年—528年
- 元继，528年
- 元徽，528年—530年
- 尔朱世隆，530年
- 元欣，531年
- 元宝炬，532年
- 元谌，532年—533年
- 元欣，533年—534年[1]